# استجابة إلماع
الاستجابة لإلماع  أو الاستجابة لإشارة (بالإنجليزية: Cue reactivity)‏ هو نوع من الاستجابة المتعلَّمَة التي لوحظت لدى الأفراد المصابين بالإدمان، تحدث فيها استجابات فيسيولوجية وذاتية معتبرة لتواجد منبهات مرتبطة بالعقار (إلماعات العقار). في دراساتٍ لهذه الاستجابات لدى الأشخاص الذين يعانون من اضطرابات استعمال هذه العقاقير، تتم مراقبة التغيرات في اشتهاء العقار المبلغ عنه ذاتيا، التغيرات الفيسيولوجية، واستخدام العقار عند تعرضهم لإلماعات مرتبطة بالعقار (سجائر، زجاجات الكحول، الأدوية الشخصية الممتلكة) أو إلى إلماعات طبيعية خاصة بالعقار (أقلام، كأس ماء، أو مجموعة مفاتيح السيارة).

## نتائج علمية
يدعم تحليل تكاملي لـ41 دراسة خاصة باستجابة الإلماع لدى أناس يعانون من إدمان الكحول، الهيروين، والكوكايين، بشكل كبير نتيجةَ أن الأشخاص المدمنين يملكون استجاباتٍ خاصة بالإلماع معتبرةٍ للمنبهات المرتبطة بالعقار. بشكل عام -وبغض النظر عن العقار المُدمَن- يُبلِغ هؤلاء الأفراد عن زيادات في الاشتهاء وتغيرات متواضعة في الاستجابات الذاتية التلقائية مثل: زيادة في معدل دقات القلب، استجابة المواصلة الجلدية (SCR) وانخفاض في حرارة الجلد عند تعرضهم لمنبهات متعلقة بالعقار مقابل المنبهات الطبيعية. رغم دلالتها السريرية، نادرا ما تُقاس سلوكات تعاطي العقار أو السعي للحصول عليه في دراسات استجابة الإلماع. مع ذلك، عند استخدام قياسات تعاطي العقار في دراسات استجابة الإلماع تكون النتيجة عادة زيادة متواضعة في سلوك السعي للحصول على العقار أو تعاطيه.

## مقتضيات سريرية
لأن الأشخاص الذين يعانون من اضطرابات استخدام العقاقير يستجبون بشدة لإلماعات محيطية مرتبطة سابقا بتعاطي العقار، فإن إستراتيجية العلاج الشائع هي نصحهم بتجنب الأشخاص والحالات التي ارتبطت سابقا بتعاطيهم للعقار. على سبيل المثال: يجب على الشخص الذي يحاول الإقلاع عن التدخين تجب الأشخاص المدخنين والأماكن التي ينتشر فيها التدخين (مثل الحانات والمقاهي). رغم أن العلاقة بين استجابة الإلماع في المختبر والانتكاس عند محاولة الإقلاع عن التعاطي في الواقع مازالت مفهومة بشكل ضعيف، إلا أن دلائل متناقلة معتبرة من برامج معالجة إدمان المخدرات ومستشاري التوقف عن التدخين تشير إلى أن الأشخاص الذين يعانون من اضطرابات استخدام العقاقير ويرغبون في علاج إدمانهم أكثر نجاحا في ذلك إن اتخذوا احتياطات خاصة في تجنب الإلماعات المرتبطة بالتعاطي السابق للعقار.